# Dornecks slott

## Historia
Borgen Dorneck, ovanför Dornach, sju kilometer söder om Basel, omnämns först år 1360 men arkeologiska fynd visar att den anlades på 1000-talet. Solothurn köpte den av Bernhard von Efringen år 1485. Efter slaget vid Dornach 1499 förstärktes borgen till en välutrustad och välbemannad fästning, avsedd att skydda Birsdalen mot angrepp. Fram till 1798 residerade en fogde ("Vogt") på slottet. 
År 1798 förstördes borgen av franska trupper. Den användes senare som stenbrott.
I samband med fyrahundraårsdagen av slaget vid Dornach ökade intresset för slottet och år 1903 återbördades det till kantonen Solothurn, som konserverade ruinen. Den senaste restaureringen avslutades 1999.

## Skydd
Sedan 1935 är ruinen skyddad som kulturminne. (KGS 4526).